# Heksapodi
Heksapodi (Šesteronošci, šestonošci; lat.: Hexapoda), Potkoljeno Heksapoda (šesteronošci; grč. šest nogu) najveća je (prema broju vrsta) skupina člankonožaca te obuhvaća mnogobrojan razred kukaca (insecta) i razred Entognatha koji sadrži tri mnogo manje skupine beskrilnih člankonožaca: skokune (Collembola), bezrepce (Protura), i dvorepce (Diplura). Skupina skokuna vrlo je rasprostranjena u kopnenom okruženju. Šestonošci su dobili naziv po svojoj najistaknutijoj osobini: pročišćenom grudnom košu s tri para nogu. Većina drugih člankonožaca ima više pari nogu.

## Građa tijela
Tijelo heksapoda podijeljeno je na: prednje dijelove (glavu i grudni koš) te stražnji zadak. Glava heksapoda sastavljena je od predsegmentalnog akrona, na kojem se uobičajeno nalaze oči, te daljnjih šest usko slijepljenih slojeva koji sadrže osjetila (II. sloj Antennae), čeljust za mljevenje i žvakanje hrane (IV. sloj Mandibles i V. sloj Maxillae), te donju usnu (VI. sloj Labium).
Usta se nalaze između petog i šestog sloja, prekrivena zaštitnim šestim slojem zvanim labium (gornja usna). Kod pravih kukaca dijelovi usta su izloženi ili ectognathous dok su kod ostalih skupina obloženi ili endognathous. Slična su obilježja nađena i kod potkoljena stonoga (Myriapoda) te rakova (Crustacea), iako navedeni imaju sekundarna ticala.
Grudni koš sastavljen je od tri dijela, od kojih svaki nosi po jedan par nogu. Karakteristika člankonožaca, pa tako i heksapoda, prilagođenih na kopnene uvjete jest da svaka noga ima samo jedan ogranak za hodanje sastavljen od pet dijelova, bez škržnih ogranaka pronađenih kod nekih drugih člankonožaca. Kod većine kukaca treći i četvrti dio grudnog koša podržava i krilca. Pretpostavlja se da bi ona mogla biti homologna škržnim ograncima kod potkoljena Crustacea.
Zadak se sastoji od jedanaest slojeva prisutnih kod svih kukaca, dvanaest kod skupine Protura, a samo četiri do šest kod skupine Collembola. Dodatni dijelovi na zatku ograničeni su na vanjske genitalije, te ponekad par osjetilnih cercusa na zadnjem sloju.

## Srodstva
Potkoljeno Myriapoda tradicionalno se smatralo najbliže heksapodima, zbog velike sličnosti u građi tijela. Nova saznanja dovode takva stajališta u pitanje, smatrajući da je heksapodima najsrodnije potkoljeno Crustacea. Skupine heksapoda koje ne spadaju u razred kukaca uvijek su bile tretirane kao jedinstvena grana u evoluciji, odvojena od razreda kukaca, objedinjena u razred Entognatha, ili kao više grana evolucijski odvojenih od kukaca. Ipak, red Diplura mogao bi biti srodniji s kukcima od redova Collembole ili Proture. Također postoje dokazi da skupine heksapoda nemaju isto porijeklo, konkretnije, da red Collembola pripada drugdje.
Molekularne analize sugeriraju da su se heksapodi razišli od srodne grupe Anostraca, negdje prije 440 milijuna godina, prateći pojavu vaskularnih biljaka na zemlji.